# 464 Megaira
464 Megaira este un asteroid din centura principală, descoperit pe 9 ianuarie 1901, de Max Wolf.